# Ennemond Eynard
Pour les articles homonymes, voir Eynard.
Ennemond Eynard, né le 10 août 1749 à Lyon et mort le 5 mai 1837 à Lyon, est un médecin de formation devenu ingénieur en industrie, en chimie et en physique, membre de l'Académie des sciences, belles-lettres et arts de Lyon.

## Biographie
Ennemond Eynard nait le 10 aout 1749 à Lyon dans une famille bourgeoise par son père Jean-François Eynard de Cruzol et sa mère Anne Prunelle.
Il fait ses études au collège de la Trinité à Lyon, et devient docteur en médecine de l’université de Montpellier où enseigne le professeur Gabriel François Venel. Il continue ses études à Paris où il s’intéresse à la chimie, à la physique et aux mathématiques. Il revient à Lyon et se fait admettre dans la corporation du collège des médecins de Lyon qui parfait son enseignement de la médecine. Il en sort agrégé en 1779.
De 1780 à 1785, il enseigne l'anatomie, la chirurgie, les accouchements, la pharmacie dans le collège de médecins de Lyon.
À partir de 1787, il abandonne la médecine pour se consacrer à la physique appliquée, mettant en pratique les connaissances acquises dans les sciences physiques et mathématiques appliquées à l'industrie. Il participe aux travaux de Joseph Mollet et de Ferdinand Gensoul qui débouchent sur la création d’un briquet pneumatique en 1802. Il rencontre le soyeux lyonnais Camille Pernon avec qui il se livre à des manipulations chimiques sur la teinture des tissus. En 1804, il soumet à l'Académie de Lyon un mémoire sur l'électrophore qui lui en ouvre les portes comme membre. Ses travaux auprès de l’Académie se concentrent sur son expertise concernant la mécanique des nouveaux procédés, instruments ou machines, comme les pompes à incendie ou les thermomètres métalliques.
Il meurt le 5 mai 1837.

### Sociétés savantes et hommages
Le 14 mai 1805, Ennemond Eynard devient membre de l’Académie des sciences, belles-lettres et arts de Lyon. Il en devient président en 1813 et est secrétaire adjoint de la classe des sciences en 1814.
En 1805, il est nommé vice-président de la Société des amis du commerce et des arts, chargée de favoriser les découvertes qui se rapportent aux arts et à l'industrie. Il est à cette même époque membre de la commission de chimie.
En 1807, il est fait membre de la Société d’agriculture et des arts utiles de Lyon. En 1814 il en est le vice président.
Dans les dernières années de sa vie, il est nommé membre du conseil d'administration de l'école La Martinière.
Une rue du quartier de la Presqu'île porte le nom de Rue Eynard.
Le peintre Anthelme Trimolet a exécuté le tableau Intérieur de l'atelier de M. Eynard et le sculpteur Legendre-Héral a produit son buste.

## Publications
- Rapport fait à la Société des amis du Commerce et des Arts de la ville de Lyon, le 9 janvier 1815, sur des expériences de comparaison entre la céruse de Hollande et celle de Clichy, Lyon : Ballanche, 1815.
- Observations sur la formation d’une Compagnie, pour élever, au moyen de machines à vapeur, l’eau du Rhône, au point le plus culminant de la ville, et de la distribuer dans des fontaines, en nombre suffisant, pour fournir à tous les besoins des habitants de la ville de Lyon et de ses faubourgs, Gazette univers. Lyon, 8 janvier 1823.
- Avec Régny, Cap, Cochet et Tabareau, Rapport fait à l’Académie des sciences, belles-lettres et arts de Lyon dans sa séance du 28 juillet 1828, sur le projet de M. Renaux, pour l’éclairage de la ville de Lyon, au moyen du gaz extrait de la houille, Lyon : Perrin, 1829, 19 p. et Ac.Ms139 f°299.